# Dilobocondyla karnyi
Dilobocondyla karnyi är en myrart som beskrevs av Wheeler 1924. Dilobocondyla karnyi ingår i släktet Dilobocondyla och familjen myror. Inga underarter finns listade i Catalogue of Life.